# Барон Сомерс

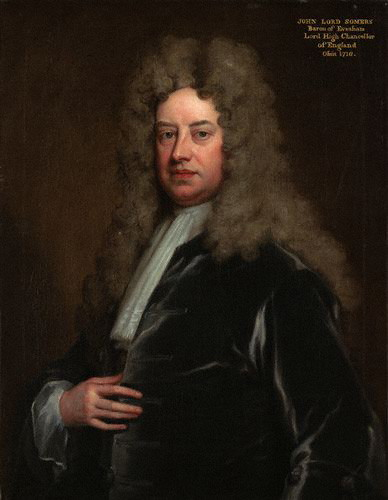
Джон Сомерс, 1-й барон Сомерс (1651—1716)

Барон Сомерс из Ившема в графстве Вустершир — аристократический титул, созданный дважды в британской истории (1697 год — Пэрство Англии, 1784 год — Пэрство Великобритании).

## История
Впервые титул барона Сомерса в Пэрстве Англии был создан 2 декабря 1697 года для сэра Джона Сомерса (1651—1716). Он заседал в палате общин от Вустера (1689—1693), занимал посты генерального солиситора Англии и Уэльса (1689—1692), генерального атторнея Англии и Уэльса (1692—1693), лорда-хранителя (1693—1697), лорда-канцлера (1697—1700) и лорда-председателя Совета (1708—1710). В 1716 году после смерти Джона Сомерса баронский титул угас. Его сестра и наследница, Мэри Сомерс, вышла замуж за Чарльза Кокса (ум. 1717), члена известной фамилии Вустершира. Их внук, Чарльз Кокс (1725—1806), представлял Райгит в парламенте (1747—1784). 7 октября 1772 года для него был создан титул баронета из Дамблтона в графстве Глостершир (Баронетство Великобритании). 17 мая 1784 года Чарльзу Коксу был пожалован титул барона Сомерса из Ившема в графстве Вустершир (Пэрство Великобритании).
Его старший сын, Джон Сомерс Кокс, 2-й барон Сомерс (1760—1841), заседал в Палате общин от Западного Лоо (1782—1784), Грэмпаунда (1784—1790) и Райгита (1790—1801, 1801—1806), а также служил в качестве лорда-лейтенанта Херефордшира (1817—1841). 17 июля 1821 года для него были созданы титулы виконта Истнора из замка Истнор в графстве Херефордшир и графа Сомерса (Пэрство Соединённого королевства). Его преемником стал его сын, Джон Сомерс-Кокс, 2-й граф Сомерс (1788—1852). Он представлял в парламенте Райгит (1812—1818, 1832—1841) и en:Hereford (UK Parliament constituency)Херефорд (1818—1832), а также служил в качестве лорда-лейтенанта Херефордшира (1845—1852). В 1841 году лорд Сомерс получил королевскую лицензию на дополнительную фамилию «Сомерс». Его сын, Чарльз Сомерс Сомерс-Кокс, 3-й граф Сомерс (1819—1883), консервативный политик, депутат Палаты общин от Райгита (1841—1847) и лорд в ожидании (1853—1857).
В 1883 году после смерти 3-го графа Сомерса титулы виконта Истнора и графа Сомерса прервались. Титулы барона и баронета унаследовал его двоюродный брат, Филип Реджинальд Кокс, 5-й барон Сомерс (1815—1899). Он был сыном достопочтенного Филипа Джеймса Кокса, третьего сына первого барона. После его смерти титул перешел к его внучатому племяннику, подполковнику Артуру Сомерсу-Коксу, 6-му барону Сомерсу (1887—1944). Он был консервативным политиком, занимал посты лорда-лейтенанта Херефордшира (1933—1944), лорда в ожидании (1924—1926) и губернатора штата Виктория (1926—1931). Его преемником стал его дядя, Артур Перси Сомерс Кокс, 7-й барон Сомерс (1864—1953). Его сын, Джон Патрик Сомерс Кокс, 8-й барон Сомерс (1907—1995), был профессором в Королевском музыкальном колледже. После его смерти в 1995 году титулы барона и баронета перешли к его двоюродному брату, Филипу Себастьяну Сомерсу-Коксу, 10-му барону Сомерсу (род. 1948). Он является правнуком достопочтенного Джона Джеймса Томаса Сомерса Кокса, младшего брата 5-го барона Сомерса.

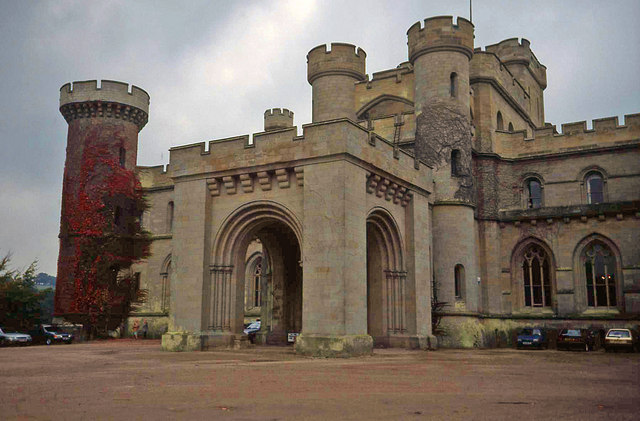
Замок Истнор в графстве Херефордшир, 1992 год

Фамильный дом баронов Сомерс — замок Истнор в графстве Херефордшир.

## Бароны Сомерс, первая креация (1697)
- 1697—1716: Джон Сомерс, 1-й барон Сомерс (4 марта 1651 — 26 апреля 1716), старший сын Джона Сомерса (ум. 1680/1681)[1].

## Бароны Сомерс, вторая креация (1784)
- 1784—1806: Чарльз Кокс, 1-й барон Сомерс (29 июня 1725 — 30 января 1806), старший сын Джона Кокса (ум. 1771)[2];
- 1806—1841: Джон Сомерс Кокс, 2-й барон Сомерс (6 мая 1760 — 5 января 1841), второй сын предыдущего от первого брака, граф Сомерс с 1821 года[3].

## Графы Сомерс (1821)
- 1821—1841: Джон Сомерс Кокс, 1-й граф Сомерс (6 мая 1760 — 5 января 1841), второй сын Чарльза Кокса, 1-го барона Сомерса[3];
- 1841—1852: Джон Сомерс Сомерс-Кокс, 2-й граф Сомерс (19 марта 1788 — 5 октября 1852), второй сын предыдущего[4];
- 1852—1883: Чарльз Сомерс Сомерс-Кокс, 3-й граф Сомерс (14 июля 1819 — 26 сентября 1883), единственный сын предыдущего[5].

## Бароны Сомерс (продолжение второй креации 1784 года)
- 1883—1899: Филип Реджинальд Кокс, 5-й барон Сомерс (22 августа 1815 — 30 сентября 1899), третий сын подполковника достопочтенного Филиппа Джеймса Кокса (1774—1857), старшего сына 1-го барона Сомерса от второго брака[6];
- 1899—1944: Подполковник Артур Герберт Теннисон Сомерс-Кокс, 6-й барон Сомерс (20 марта 1887 — 14 июля 1944), единственный сын Герберта Холдейна Сомерс-Кокса (1861—1894), внук Артура Герберта Кокса (1819—1881), правнук подполковника достопочтенного Филиппа Джеймса Кокса (1774—1857), старшего сына 1-го барона Сомерса от второго брака[7];
- 1944—1953: Артур Перси Сомерс Кокс, 7-й барон Сомерс (23 ноября 1864 — 8 февраля 1953), младший сын Артура Герберта Кокса (1819—1881), внук подполковника достопочтенного Филиппа Джеймса Кокса (1774—1857), старшего сына 1-го барона Сомерса от второго брака[8];
- 1953—1995: Джон Патрик Сомерс Кокс, 8-й барон Сомерс (30 апреля 1907 — 15 февраля 1995), единственный сын предыдущего[9];
- 1995 — настоящее время: Филип Себастьян Сомерс-Кокс, 9-й барон Сомерс (род. 4 января 1948), единственный сын Джона Себастьяна Сомерса Кокса (1907—1964), внук Филиппа Альфонсо Сомерса Кокса (1862—1940), правнук достопочтенного Джона Джеймса Томаса Сомерса Кокса (1820—1906), праправнук подполковника достопочтенного Филиппа Джеймса Кокса (1774—1857), старшего сына 1-го барона Сомерса от второго брака[10].